# Matej Maglica
Matej Maglica (Bród, 1998. szeptember 25. –) horvát labdarúgó, a német Darmstadt hátvéde.

## Pályafutása
Maglica a horvátországi Bród városában született. Az ifjúsági pályafutását a helyi Marsonia csapatában kezdte, majd a német Backnang akadémiájánál folytatta.
2016-ban mutatkozott be a Backnang felnőtt keretében. 2019-ben a Göppingenhez, majd 2020-ban az első osztályban szereplő Stuttgarthoz igazolt. A 2021–22-es szezon második felében a svájci első osztályban érdekelt St. Gallen csapatát erősítette kölcsönben. 2022. július 1-jén kétéves szerződést kötött a St. Gallen együttesével. Először a 2022. július 17-ei, Servette ellen 1–0-ra elvesztett mérkőzésen lépett pályára. Első gólját 2023. február 19-én, a Luzern ellen hazai pályán 2–2-es döntetlennel zárult találkozón szerezte meg. 2023-ban visszatért a Stuttgarthoz. A 2023–24-es szezonban a Darmstadtnál szerepelt kölcsönben, majd az idény végén szerződtette a klub.

## Statisztikák
2024. augusztus 18. szerint
| Klub       | Szezon   | Osztály            | Bajnokság | Bajnokság | Kupa és Ligakupa | Kupa és Ligakupa | Nemzetközi | Nemzetközi | Összesen | Összesen |
| Klub       | Szezon   | Osztály            | Meccs     | Gól       | Meccs            | Gól              | Meccs      | Gól        | Meccs    | Gól      |
| ---------- | -------- | ------------------ | --------- | --------- | ---------------- | ---------------- | ---------- | ---------- | -------- | -------- |
| Stuttgart  | 2021–22  | Bundesliga         | 1         | 0         | 0                | 0                | —          | —          | 1        | 0        |
| St. Gallen | 2021–22  | Swiss Super League | 16        | 1         | 2                | 1                | —          | —          | 18       | 2        |
| St. Gallen | 2022–23  | Swiss Super League | 31        | 1         | 3                | 1                | —          | —          | 34       | 2        |
| Darmstadt  | 2023–24  | Bundesliga         | 26        | 1         | 1                | 0                | —          | —          | 27       | 1        |
| Darmstadt  | 2024–25  | 2. Bundesliga      | 0         | 0         | 1                | 0                | —          | —          | 1        | 0        |
| Összesen   | Összesen | Összesen           | 74        | 3         | 7                | 2                | 0          | 0          | 81       | 5        |

## Sikerei, díjai
St. Gallen
- Svájci Kupa
  - Döntős (1): 2021–22